# Genadendal

Genadendal is een plaats met 5663 inwoners, in de Zuid-Afrikaanse gemeente Theewaterskloof in de provincie West-Kaap.
Genadendal was de eerste missiepost in Zuidelijk Afrika en werd op 23 april 1738 gesticht door de Duitse missionaris Georg Schmidt van de Evangelische Broedergemeente. Hij vestigde zich in Baviaanskloof en begon onder de inheemse Khoi-bevolking te evangeliseren. De plaats ligt aan de Baviaansvlei net voordat deze in de Riviersonderend uitmondt.

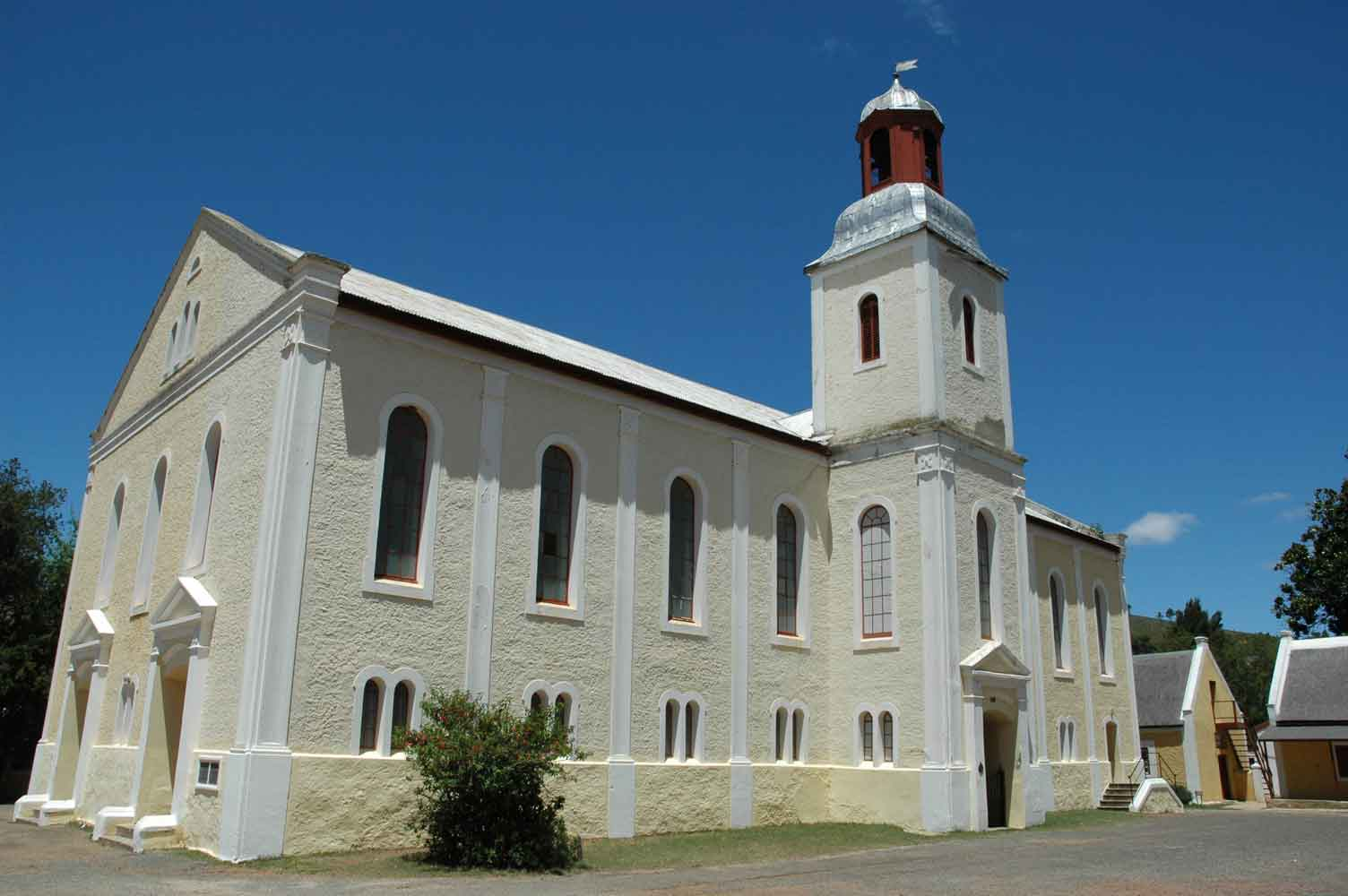
Moravische kerk in Genadendal

## Subplaatsen
Het nationaal instituut voor de statistiek, Stats SA, deelt sinds de census 2011 deze hoofdplaats in in 3 zogenaamde subplaatsen (sub place):
Bereaville • Genadendal SP1 • Genadendal SP2.